# Yevgueni Korovin
Yevgueni Petróvich Korovin (en ruso: Евгений Петрович Коровин; 1891–1963) fue un botánico ruso que pasó casi toda una vida en el estudio de la botánica de Asia Central, especialmente en las alturas del Pamir.

## Honores

### Epónimos
Género
- (Apiaceae) Korovinia Nevski & Vved.[1]

Especiesunas cien fueron honradas con su nombre, entre ellas:
- (Apiaceae) Zosima korovinii Pimenov[2]
- (Asphodelaceae) Henningia korovinii (B.Fedtsch.) Khokkr.[3]
- (Asteraceae) Ajania korovinii Kovalevsk.[4]
- (Brassicaceae) Parrya korovinii A.N.Vassiljeva[5]
- (Chenopodiaceae) Anabasis korovinii Iljin ex A.N.Vassiljeva[6]
- (Lamiaceae) Phlomoides korovinii (Popov) Adylov, Kamelin & Makhm.[7]
- (Leguminosae) Melilotoides korovinii (Vassilczenko) Soják[8]
- (Poaceae) Leymostachys × korovinii Tzvelev[9]
- (Scrophulariaceae) Verbascum korovinii Gritsenko[10]
- (Tamaricaceae) Reaumuria korovinii Botsch. & Lincz.[11]

## Algunas publicaciones

### Libros
- e.p. Korovin, i.i. Sprygin, m.v. Kulʹti︠a︡sov, m.g. Popov. 1916. I. Descriptiones plantarum novarum in Turkestania lectarum. 94 pp.
- 1928. Rod Scaligeria D.C. (Umbelliferae) i ego filogenija: opyt priloženija ėkologii k filogenii melkich taksonomičkich grupp. 92 pp.
- d.n. Kaškarov, e.p. Korovin. 1933. Ekologija na službe socialističeskogo stroitel'stva: ee rol' i zadači (Ecología como medio en la economía socialista). 34 pp. Volumen 1 de Trudy Sredneaziatskogo Gosudarstvennogo Universiteta, Serija 8c, Ekologija
- 1935. Ėfemery v pastitelʹnom pokrove vostočnoj Bestpak-Dala. 15 pp.
- -------, b.a. Mironov. 1935. Chief associations of the vegetation of the Eastern Betpak-Dala and their distribution in relation to relief and soil (Principales asociaciones de la vegetación del oriente de Betpak-Dala y su distribución en relación con el suelo). 27 pp.
- d.n. Kashkarov, e.p. Korovin. 1942. La vie dans les deserts. Th. Monod tr. Paris.
- 1947. Generis Ferula (Tourn.) L. monographia illustrata. Ed. Academiae Scientiarum URSS. 91 pp.
- 1950. Citrusovye i subtropiceskie kul'tury Ujzbekistana: materialy naucno-metodiceskogo sovescanija. Ed. Izdat. Akad. Nauk USSR. 180 pp.
- 1961. Rastitelʹnostʹ Sredneĭ Azii i I︠U︡zhnogo Kazakhstana

- La abreviatura «Korovin» se emplea para indicar a Yevgueni Korovin como autoridad en la descripción y clasificación científica de los vegetales.[12]